# Brassica iranica
Brassica iranica là một loài thực vật có hoa trong họ Cải. Loài này được Rech.f., Aellen & Esfand. mô tả khoa học đầu tiên năm 1951.